# Ленинградская улица (Петрозаводск)
Ленингра́дская улица (карел. Leningruadan uuličču) — улица в Петрозаводске в жилом районе Октябрьский, проходит от Набережной Варкауса до Первомайского проспекта. Старое название улицы Нововосточная.

## История
Улица проложена в 1960-х годах при строительстве Октябрьского района. С началом строительства микрорайона все построенные дома приписывались к Нововосточной улице, которая решением исполкома Петрозаводского городского совета от 16 октября 1967 г. была переименована в Ленинградскую улицу.
Район улицы стал первым, где начали строить крупнопанельные жилые дома. Основную массу жителей микрорайона должны были составить работники строящегося завода «Тяжбуммаш». Сначала застроили Нововосточную улицу, затем построили дома ещё в трёх микрорайонах вдоль Октябрьского проспекта.
В начале 2010-х годов был построен гипермаркет «Лента».

## Застройка

### Нечётная сторона
На участке от набережной Варкауса до Октябрьского проспекта располагается ОБДПС УМВД России по г. Петрозаводску, Скорая медицинская помощь, Петрозаводский индустриальный колледж. На участке от Октябрьского проспекта до Первомайского проспекта располагаются гипермаркет «Лента» и Специализированная школа искусств. Вблизи школы искусств расположен мемориал воинам-интернационалистам «Чёрный тюльпан».

### Чётная сторона
На чётной стороне расположена Петрозаводская государственная консерватория имени А. К. Глазунова.
На участке от набережной Варкауса до консерватории имени Глазунова, в основном, многоэтажные жилые дома серии 1-335. От консерватории до сквера Ленинградских Ополченцев располагаются двенадцатиэтажные жилые дома. Также недалеко от Первомайского проспекта находится кинотеатр «Калевала».

## Транспорт

### Автобус

#### Городской
На настоящий момент пролегают от набережной Варкауса до Октябрьского проспекта 10 городских маршрутов автобуса:
- № 4 «Рабочая улица — Финский проезд»[4];
- № 8 «Рабочая улица — ЖК Бульвар у родников»[5];
- № 14 «Рабочая улица — Финский проезд»[6];
- № 19 «Финский проезд — ЗАО „Петрозаводскмаш“[7]»
- № 21 «Балтийская улица — Балтийская улица»[8];
- № 22 «Балтийская улица — Балтийская улица»[9];
- № 23 «Финский проезд — Зимник», сезонный[10];
- № 25 «ТИЗ Усадьба — ДСК[11]»;
- № 28 «Рабочая улица — Финский проезд»[12];
- «Зимник»: «Железнодорожный вокзал — Зимник», сезонный.

#### Пригородный
На настоящий момент пролегают от набережной Варкауса до Октябрьского проспекта 3 пригородных маршрута автобуса
- № 101 «Автовокзал „Петрозаводск“ — Лехнаволок»[13];
- № 111 «Автовокзал „Петрозаводск“ — Пиньгуба[14]»;
- № 124 «Автовокзал „Петрозаводск“ — Суйсарь»[15];

### Троллейбус
На настоящий момент на участок от набережной Варкауса до Октябрьского проспекта совершает заезд 1 троллейбусный маршрут
- № 6 «Товарная станция — Улица Корабелов», в направлении улицы Корабелов[16].